# Pervenchères
Pervenchères település Franciaországban, Orne megyében. Lakosainak száma 342 fő (2022. január 1.). Pervenchères Saint-Julien-sur-Sarthe, Montgaudry, Contilly, Barville, Coulimer, Saint-Jouin-de-Blavou, Saint-Quentin-de-Blavou, Les Aulneaux, Vidai és Belforêt-en-Perche községekkel határos.

## Népesség
A település népességének változása:
| Lakosok száma | 340  | 337  | 350  | 344  | 340  | 341  | 339  | 341  | 342  |
|               | 2013 | 2015 | 2016 | 2017 | 2018 | 2019 | 2020 | 2021 | 2022 |